# Eduard Wölfflin
Eduard (von) Wölfflin (später geadelt; * 1. Januar 1831 in Basel; † 8. November 1908 ebenda) war ein Schweizer Klassischer Philologe, der als Dozent und Professor in Zürich (1856–1875), Erlangen (1875–1880) und München (1880–1905) wirkte. Der Textkritiker und Universitätsprofessor initiierte das monumentale Unternehmen Thesaurus Linguae Latinae, ein Wörterbuch der lateinischen Sprache der gesamten Antike, das bis heute in München erstellt wird.

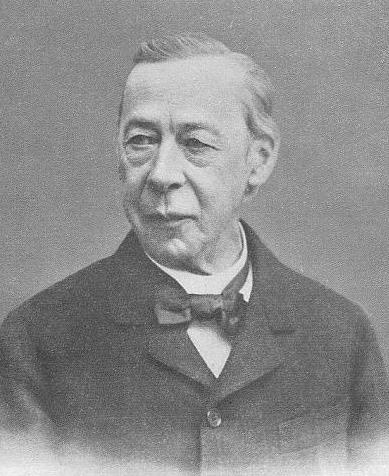
Eduard Wölfflin. Foto aus Alfred Gudeman, Imagines Philologorum (1911)

## Leben und Werk
Eduard Wölfflin war ein Sohn des Zuckerbäckers und Polizeigerichtspräsidenten Johann Rudolf Wölfflin und der Elisabeth, geborene Mengis. 
Wölfflin studierte ab 1849 Klassische Philologie, zunächst an der Universität Basel bei Karl Ludwig Roth und Franz Dorotheus Gerlach, dann in Göttingen bei Karl Friedrich Hermann. Noch vor der Promotion begann er auf Anregung Hermanns eine neue kritische Ausgabe der Schriften des Historikers Polyän, die er erst Jahre später veröffentlichte (1860). Seine Promotion erreichte er 1854 mit der Dissertation De Lucii Ampelii libro memoriali quaestiones criticae et historicae („Historische und kritische Untersuchungen zum Geschichtsbuch des Lucius Ampelius“), die seinem Lehrer Friedrich Wilhelm Schneidewin gewidmet war; gleichzeitig veröffentlichte er eine kritische Ausgabe der Schrift.
In den folgenden Jahren arbeitete Wölfflin als Gymnasiallehrer (seit 1861 Gymnasialprofessor) in Winterthur und veröffentlichte zahlreiche textkritische Schriften und Ausgaben, darunter Caecilii Balbi de nugis philosophorum quae supersunt (1855), Polyaeni strategicon libri octo (1860), Livianische Kritik und Livianischer Sprachgebrauch (1864) und Publii Syri sententiae (1869). Zu seiner Tätigkeit im Schuldienst kam 1856 eine Anstellung als Privatdozent an der Universität Zürich, wo er 1869 zum ausserordentlichen Professor befördert wurde. 1871 wurde er zum ordentlichen Professor für Klassische Philologie und Literaturgeschichte ernannt. 1875 folgte er einem Ruf an die Universität Erlangen.

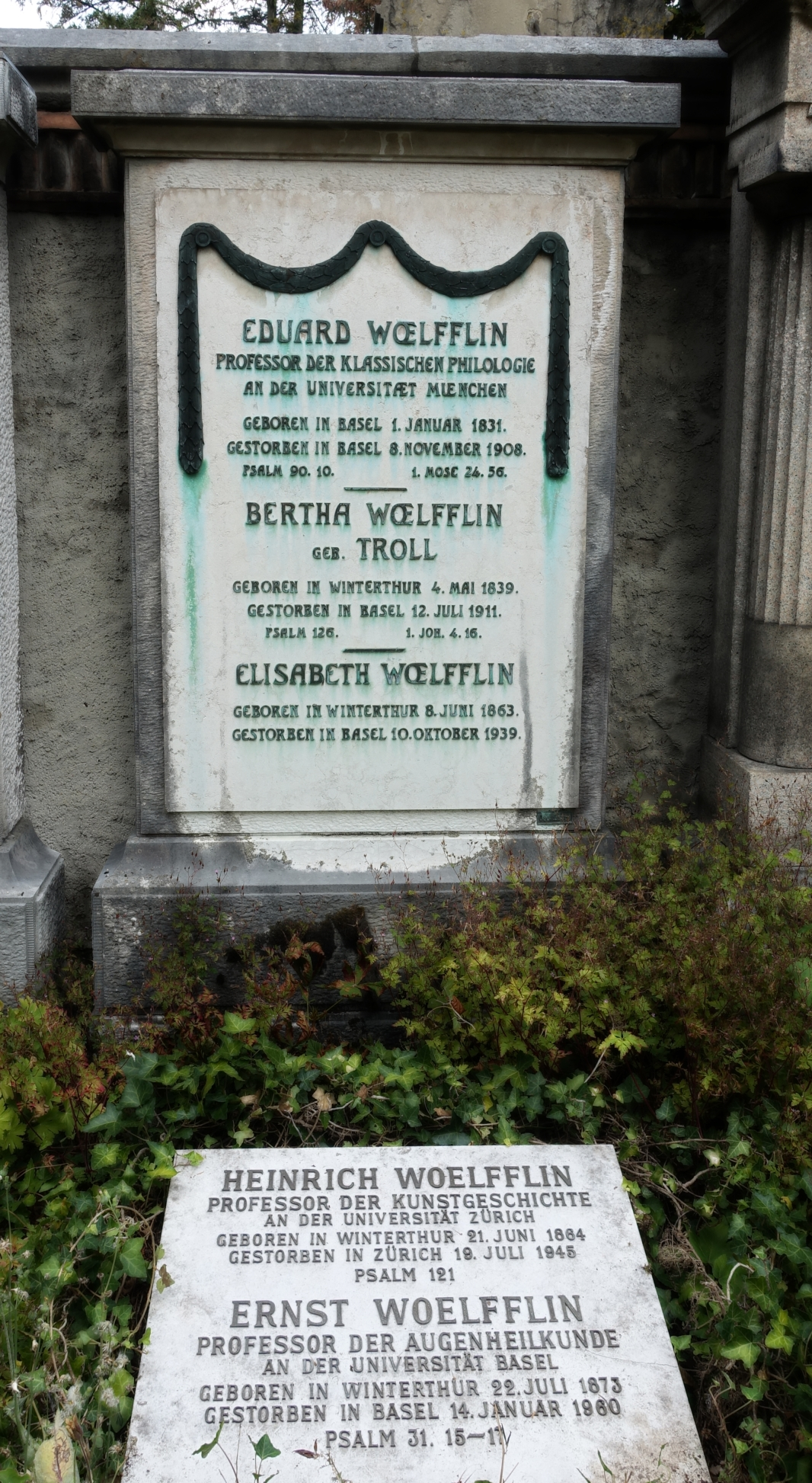
Familiengrab Wölfflin auf dem Wolfgottesacker in Basel

Die Stelle seiner bedeutendsten Wirksamkeit nahm Wölfflin von 1880 bis 1905 als ordentlicher Professor an der Ludwig-Maximilians-Universität München ein. Er wurde 1880 auch zum ordentlichen Mitglied der Bayerischen Akademie der Wissenschaften gewählt, deren auswärtiges Mitglied er seit 1879 war. In München legte Wölfflin den Grundstein für sein Lebenswerk, den Thesaurus Linguae Latinae. Seine umfangreichen sprachwissenschaftlichen Studien waren die Grundlage für seine Vorarbeiten zu dem Projekt, die er in der Reihe Archiv für lateinische Lexikographie und Grammatik mit Einschluss des älteren Mittellateins niederlegte; die Zahl der Mitarbeiter stieg rasch von anfangs 40 auf 250, und von 1884 bis zu Wölfflins Tod erschienen 15 Bände. Zu seinen Mitarbeitern zählte auch Gustav Landgraf, der bei ihm auch promovierte. Das Unternehmen erhielt auf Wölfflins Antrag bereits seit 1883 finanzielle Unterstützung der Bayerischen Akademie der Wissenschaften und wurde 1889 mit Unterstützung Theodor Mommsens der Preußischen Akademie vorgelegt. Schließlich kam man aufgrund der ungeheuren Grösse und Last des Unternehmens überein, den Thesaurus den Akademien in München, Berlin, Göttingen, Leipzig und Wien gemeinsam zu übertragen. 1893 fanden vier Gründungskonferenzen in Leipzig, Frankfurt am Main, Coburg und Berlin statt, auf denen Wölfflin und Franz Bücheler einen Finanz- und Arbeitsplan vorlegten und Ulrich von Wilamowitz-Moellendorff die Beteiligung der Göttinger Akademie vermittelte. Auf der letzten, entscheidenden Konferenz in Berlin wurden Wölfflin, Friedrich Leo in Göttingen und Franz Bücheler in Bonn die vorbereitenden Arbeiten übertragen. Der preußische Ministerialbeamte Friedrich Althoff versicherte den finanziellen Beistand der (preußischen) Akademien in Berlin und Göttingen.
In den folgenden Jahren überzeugte Wölfflin die Mitdirektoren Leo und Bücheler, dass die Konzentration des Unternehmens an nur einer Arbeitsstätte der Arbeit zugutekommen würde. So wurde von 1898 bis 1899 der Thesaurus ganz in München angesiedelt; nach dem Abschluss des Umzugs wurde Friedrich Vollmer als erster Generalredaktor eingesetzt. Wölfflin beteiligte sich an den Artikeln des Buchstaben A selbst und unterstützte das Unternehmen 1908 mit der Eduard-Wölfflin-Stiftung von 35'000 Schweizer Franken. Für seine Verdienste wurde er mit dem Maximiliansorden ausgezeichnet und in den persönlichen Adelsstand erhoben.
Nach seinem Tod wurde das Unternehmen bis heute weitergetragen; auch Leo und Bücheler hielten ihre Mitarbeit bis zu ihrem Tode aufrecht. Bis heute ist das Unternehmen zu gut zwei Dritteln abgeschlossen.
Das Grab von Eduard Wölfflin, seiner Frau Bertha Wölfflin geb. Troll (1839–1911) und ihrer Tochter Elisabeth Wölfflin (1863–1939) befindet sich auf dem Wolfgottesacker in Basel. 1901 schuf der Bildhauer Hermann Hahn eine Marmorbüste des Eduard von Wölfflin. Sie befindet sich seit dem 13. Mai 2016 in der Bayerischen Akademie der Wissenschaften. Eduard Wölfflin ist der Vater des Kunsthistorikers Heinrich Wölfflin und des Augenarztes Ernst Wölfflin.

## Veröffentlichungen (Auswahl)
- Antiochos von Syrakus und Coelius Antipater. Teubner, Leipzig 1872.
- Lateinische und romanische Comparation. Deichert, Erlangen 1879.
- Die alliterierenden Verbindungen der lateinischen Sprache. Franz, München 1891.
- Beiträge zur lateinischen Lexikographie. Bayerische Akademie der Wissenschaften, München 1900.
- Ausgewählte Schriften. Hrsg. von Gustav Meyer. Dieterich, Leipzig 1933.